# Bernard Collomb
Bernard Marie François Alexandre Niçois Collomb-Clerc (Annecy, 7 ottobre 1930 – La Colle-sur-Loup, 18 settembre 2011) è stato un pilota automobilistico francese.

## Biografia
Ha partecipato in 6 gran premi validi per il Campionato Mondiale di Formula 1, non conquistando alcun punto. Ha corso sempre con vetture da privato, prima con delle Cooper, poi con delle Lotus. Il suo miglior risultato l'ha ottenuto nel Gran Premio di Vienna, non valido per il campionato del mondo, quando conquistò la quarta posizione.

## Risultati in Formula 1
| 1961 | Scuderia       | Vettura    |  |  |  |     |  |     |  |  |  |  |  | Punti | Pos. |
| ---- | -------------- | ---------- |  |  |  | --- |  | --- |  |  |  |  |  | ----- | ---- |
| 1961 | pilota privato | Cooper T53 |  |  |  | Rit |  | Rit |  |  |  |  |  | 0     |      |

| 1962 | Scuderia       | Vettura    |  |  |  |  |  |     |  |  |  |  |  | Punti | Pos. |
| ---- | -------------- | ---------- |  |  |  |  |  | --- |  |  |  |  |  | ----- | ---- |
| 1962 | pilota privato | Cooper T53 |  |  |  |  |  | Rit |  |  |  |  |  | 0     |      |

| 1963 | Scuderia       | Vettura  |    |  |  |  |  |    |  |  |  |  |  | Punti | Pos. |
| ---- | -------------- | -------- | -- |  |  |  |  | -- |  |  |  |  |  | ----- | ---- |
| 1963 | pilota privato | Lotus 24 | NQ |  |  |  |  | 10 |  |  |  |  |  | 0     |      |

| 1964 | Scuderia       | Vettura  |    |  |  |  |  |  |  |  |  |  |  | Punti | Pos. |
| ---- | -------------- | -------- | -- |  |  |  |  |  |  |  |  |  |  | ----- | ---- |
| 1964 | pilota privato | Lotus 24 | NQ |  |  |  |  |  |  |  |  |  |  | 0     |      |

| Legenda | 1º posto     | 2º posto | 3º posto    | A punti         | Senza punti/Non class.  | Grassetto – Pole position Corsivo – Giro più veloce |
| Legenda | Squalificato | Ritirato | Non partito | Non qualificato | Solo prove/Terzo pilota | Grassetto – Pole position Corsivo – Giro più veloce |